# Кампу-Алегри-ди-Лордис
Кампу-Алегри-ди-Лордис (порт. Campo Alegre de Lourdes)  —  муниципалитет в Бразилии, входит в штат Баия. Составная часть мезорегиона Вали-Сан-Франсискану-да-Баия. Находится в составе крупной городской агломерации. Входит в экономико-статистический  микрорегион Жуазейру. Население составляет 28 688 человек на 2006 год. Занимает площадь 2753,919 км². Плотность населения — 10,4 чел./км².
Праздник города — 5 июля.

## История
Город основан 5 июля 1962 года.

## Статистика
- Валовой внутренний продукт на 2003 год составляет 48 658 297,00 реалов (данные: Бразильский институт географии и статистики).
- Валовой внутренний продукт на душу населения на 2003 год составляет 1726,02 реалов (данные: Бразильский институт географии и статистики).
- Индекс развития человеческого потенциала на 2000 год составляет 0,580 (данные: Программа развития ООН).

## География
Климат местности: полупустыня.